# François-Joseph Cantraine

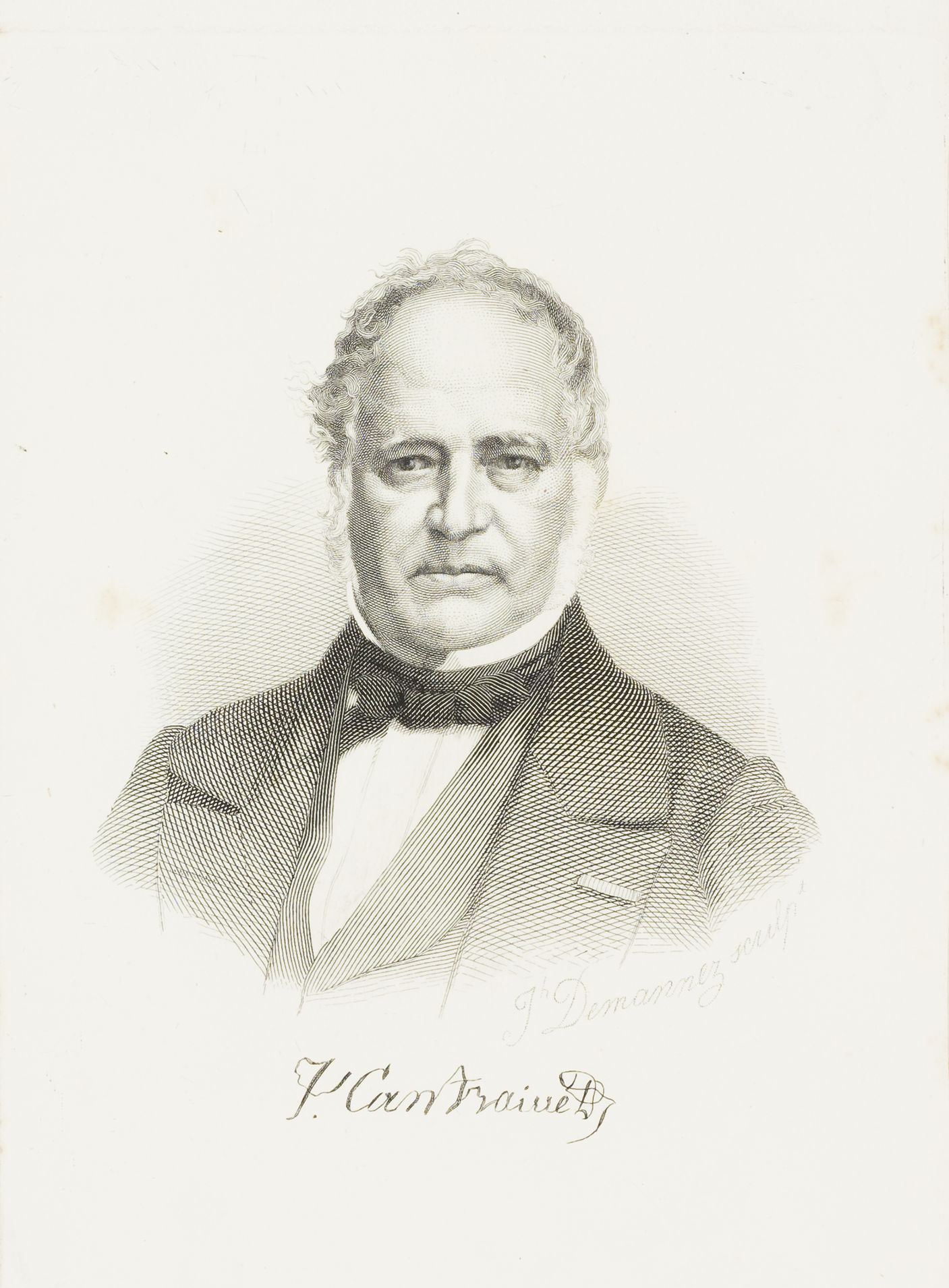
François-Joseph Cantraine

François-Joseph Cantraine (* 1. Dezember 1801 in Ellezelles; † 22. Dezember 1868 in Gent) war ein belgischer Zoologe (Malakologe).

## Leben
Cantraine studierte Mathematik an der Universität Löwen, interessierte sich aber auch für Naturgeschichte und studierte Zoologie in Leiden. Dort nahm er an einer sechsjährigen zoologischen Sammelreise nach Italien, Dalmatien und angrenzende Gebiete teil. 1833 wurde er in Löwen promoviert und 1835 wurde er Professor für Zoologie und vergleichende Anatomie in Gent.
Cantraine publizierte Abhandlungen über fossile und rezente Mollusken und Fische im Bulletin der Académie royale des Sciences et Belles-Lettres de Bruxelles (deren korrespondierendes Mitglied er seit 1835 und volles Mitglied seit 1836 war), darunter sein Hauptwerk von 1841 über Mollusken des Mittelmeers.
Von ihm stammt zum Beispiel die Erstbeschreibung der Marmorierten Bohnenmuschel (Modiolarca subpica).
1845 erhielt er den Orden Grand Ducal de la Couronne de Chêne. Seit 1835 war er Mitglied der Académie royale des Sciences, des Lettres et des Beaux-Arts de Belgique.

## Schriften
- Malacologie méditerranéenne et littorale, ou description des mollusques qui vivent dans la Méditerranée ou sur le continent de l’Italie, ainsi que des coquilles qui se trouvent dans les terrains tertiaires italiens; avec des observations sur leur anatomie, leurs mœurs, leur analogie et leur gisement, Nouveaux mémoires de l’Académie Royale des Sciences et Belles-Lettres de Bruxelles, Band 13, 1841, S. 1–176